# Premiers agriculteurs européens
Les premiers agriculteurs européens — en anglais : Early European Farmers (EEF) — ou agriculteurs néolithiques anatoliens — en anglais :  Anatolian Neolithic Farmers (ANF) —  sont, en archéogénétique, une population ancestrale constituée des agriculteurs d'Anatolie occidentale (Turquie actuelle) qui se sont établis en Grèce au VIIe millénaire av. J.-C., puis se sont progressivement répandus vers le reste de l'Europe et vers  l'Afrique du Nord-Ouest via la péninsule ibérique,. Ils y ont introduit l’agriculture et les animaux et plantes domestiqués. Leur patrimoine génétique est une composante majeure du patrimoine génétique des Européens moderneset de celui des Maghrébins modernes.
Bien que la propagation de l’agriculture de l'Anatolie vers l’Europe soit reconnue depuis longtemps par l’archéologie, seuls les progrès récents de l’archéogénétique ont confirmé que cette propagation était fortement corrélée à une migration de ces agriculteurs (Diffusion démique) et n’était pas seulement un échange culturel.
Ces premiers fermiers européens étaient grâce à l'agriculture bien plus nombreux que les chasseurs-cueilleurs du Mésolithique, qu'ils ont largement remplacés à travers l'Europe, avec néanmoins quelques échanges génétiques à différents moments de leur expansion. Seules les populations du Nord-Est de l'Europe (pays baltes et Russie du Nord) ont conservé une proportion significative de gènes issus des chasseurs-cueilleurs locaux.

## Origine

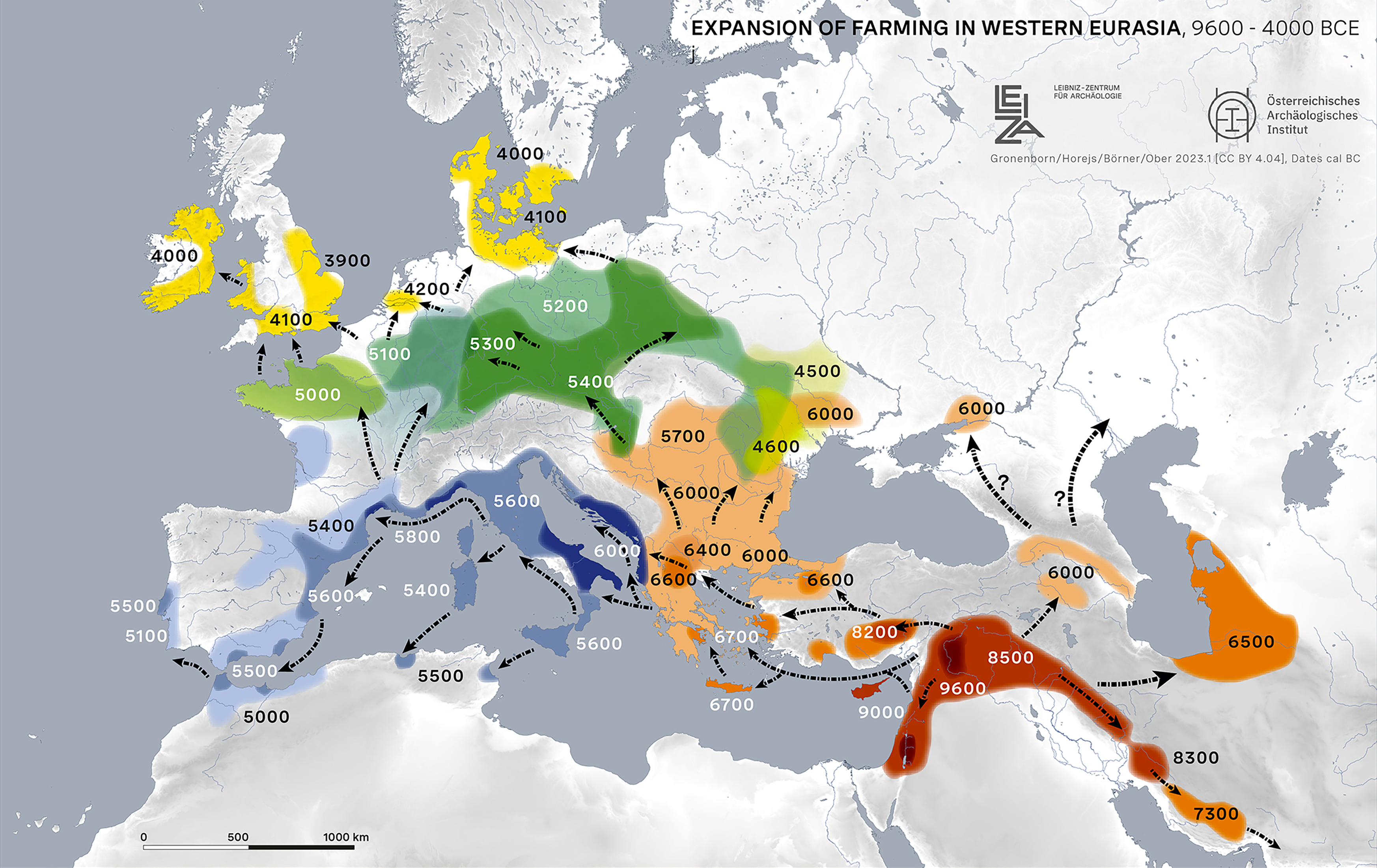
Extension de l’agriculture en Eurasie occidentale et en Afrique du Nord.

Les ancêtres des Premiers agriculteurs européens se seraient séparés des chasseurs-cueilleurs d'Europe de l'Ouest (en anglais, Western Hunter-Gatherers) vers 45 000 ans avant le présent (AP) et des chasseurs-cueilleurs du Caucase (Caucasus Hunter-Gatherers) vers 25 000 ans AP.
Les premiers agriculteurs d'Europe venus d'Anatolie occidentale avaient traversé une période de dérive génétique extrême lors de leur expansion vers l'ouest depuis l'Anatolie orientale, entre 10900 et 7100 av. J.-C., contribuant fortement à leur spécificité génétique.
Une étude publiée en 2022 estime que la taille effective de leur population a été réduite à environ 620 individus au cours de cette période de dérive relativement longue, ce qui les a amenés à diverger génétiquement non seulement de leur population ancestrale mais aussi des autres groupes de premiers fermiers du Moyen-Orient. Ainsi, les premiers agriculteurs d'Anatolie sont génétiquement distincts des premières populations agricoles de l'aile orientale du Croissant fertile, à savoir la région du Zagros, à cheval sur l'Iran et l'Irak, ce qui indique une adoption parallèle de pratiques agricoles par des groupes génétiquement distincts de chasseurs-cueilleurs du Moyen-Orient. De plus, il existe des preuves de continuité génétique entre les populations paléolithiques et néolithiques d'Anatolie centrale, suggérant une transition locale vers l'agriculture, sans flux génétique d'autres régions du Moyen-Orient.

## Distribution
Ces populations se sont établies en Grèce et dans les Balkans à partir d'environ 6700 av. J.-C., avant de s'étendre progressivement vers l'Ouest. Malgré la complexité des modalités de diffusion du Néolithique à l'échelle de l’Europe, deux courants majeurs se distinguent. Le premier concerne la majeure partie des régions méditerranéennes : c’est le courant de la céramique cardiale (dit aussi courant de la céramique imprimée ou méditerranéen). Le second, qui concerne l’Europe continentale, est le courant de la céramique rubanée (dit aussi courant LBK ou danubien ou continental).
Les deux courants sont issus d'une seule et même source commune ayant connu un mélange mineur avec les chasseurs-cueilleurs rencontrés sur le chemin, probablement dans les Balkans, en amont de leur séparation. Ils semblent se distinguer par le fait que l'expansion agricole en Europe centrale à partir des Balkans a impliqué un nombre important de migrants et une forte communication vers l’amont lors de la diffusion du complexe de la céramique rubanée, les populations restant relativement bien connectées tout au long de la période néolithique. Par opposition, la colonisation néolithique de la Méditerranée occidentale depuis l'Est associée au complexe cardial s'est probablement produite par des placements côtiers itératifs le long du littoral maritime nord. Ce déplacement à longue distance a été nettement plus rapide que celui observé en Europe centrale, mais du fait des capacités limitées des embarcations marines utilisées dans ce cabotage, ce mode de diffusion a apparemment limité le nombre de pionniers et les échanges ultérieurs en arrière et a finalement eu pour conséquence une séparation génétique entre les populations des sites de Méditerranée occidentale et leurs populations sources de Méditerranée orientale.
Leur expansion ainsi que celle associée de l'agriculture a été un phénomène relativement long. Ainsi, la poterie et l'élevage apparaissent quelque 1 500 ans plus tard dans les régions les plus septentrionales de l'Europe atlantique par rapport au sud.

## Apparence physique
Il semble que la plupart des EEF avaient les cheveux noirs, les yeux foncés et la peau claire.

### Taille
Les chasseurs-cueilleurs européens du Mésolithique étaient bien plus grands que les premiers agriculteurs européens, et le remplacement des chasseurs-cueilleurs européens par les premiers agriculteurs européens a entrainé une chute notable de la taille moyenne de la population européenne.
Lors des phases ultérieures du Néolithique, la taille des agriculteurs européens a augmenté légèrement à nouveau. Il est probable que des mélanges avec les chasseurs-cueilleurs locaux en soient la cause.
Au cours du Néolithique récent et de l'Âge du bronze, les baisses du taux d'ascendance EEF en Europe du fait de l'expansion des peuples d'ascendance steppique ont entrainé une nouvelle augmentation de la taille moyenne des Européens,, plus marquée en Europe du Nord.

## Génétique
L'ADN-Y des EEF était généralement de l'haplogroupe G2a et, dans une moindre mesure, des haplogroupes H, T, J, C1a2 et E1b1, tandis que leur ADN mitochondrial était diversifié.
L'expansion des premiers agriculteurs du Néolithique a contribué de manière décisive à réduire l'introgression néandertalienne dans les populations européennes par rapport aux populations asiatiques. En effet, les agriculteurs du Néolithique portaient moins d’ADN de Néandertal que les chasseurs-cueilleurs du Paléolithique précédents.